# Kurt Ahrens Jr.
Kurt Karl-Heinrich Ahrens, ismertebb nevén Kurt Ahrens Jr. (Braunschweig, Németország, 1940.április 19. –) német autóversenyző, volt Formula–1-es autóversenyző.

## Pályafutása
Édesapja Kurt Ahrens Sr., volt motorkerékpár bajnok, 5 évig fiával versenyzett egy mezőnyben. Ifjabbik Kurt Ahrens a Formula–3-ban kezdett, majd a Formula Junior-ban bajnok lett 1961-ben és 1963-ban.
Édesapja nyugdíjba vonulása után a Formula–2-ben versenyzett és jelen volt a Hockenheimring-en 1968-ban, Jim Clark halálakor. Formula–2-es autókban vett részt a Nürburgring-en a német nagydíjakon a Brabham-mel. Az 1968-as német nagydíjon egy Brabham-Repco-t vezetett, amivel 12. lett.
Az 1968-as osztrák 1000 km-es versenyen megosztottan nyert Jo Siffert-tel, egy Porsche-vel. 1968-ban és 1969-ben el akart indulni a Le Mans-i 24 órás autóversenyen, de az autó nem lett kész. 1970-ben Vic Elford-dal megnyerte a nürburgringi 1000 km-es versenyt.
1970-ben vonult vissza a versenyzéstől.

## Formula–1-es eredményei
(Táblázat értelmezése)

(Félkövér: pole-pozícióból indult; dőlt: leggyorsabb kört futott) 

| Év   | Csapat  | 1   | 2   | 3   | 4   | 5   | 6      | 7      | 8      | 9   | 10  | 11  | 12  | Helyezés | Pont |
| ---- | ------- | --- | --- | --- | --- | --- | ------ | ------ | ------ | --- | --- | --- | --- | -------- | ---- |
| 1966 | Brabham | MON | BEL | FRA | GBR | NED | GER Ki | ITA    | USA    | MEX |     |     |     | HN*      | 0    |
| 1967 | Protos  | RSA | MON | NED | BEL | FRA | GBR    | GER Ki | CAN    | ITA | USA | MEX |     | HN*      | 0    |
| 1968 | Brabham | RSA | ESP | MON | NED | BEL | FRA    | GBR    | GER 12 | CAN | ITA | USA | MEX | 28.      | 0    |
| 1969 | Brabham | RSA | ESP | MON | NED | FRA | GBR    | GER 7  | CAN    | ITA | USA | MEX |     | HN*      | 0    |

* A Formula-2-es bajnokságban indult.